# Stare Bielsko (gmina)
Stare Bielsko – dawna gmina wiejska istniejąca w latach 1945–1954 i 1973–1976 w województwie śląskim (śląsko-dąbrowskim), katowickim i stalinogrodzkim, a następnie w katowickim i bielskim. Siedzibą władz gminy było Stare Bielsko (obecnie dzielnica Bielska-Białej).
Gmina jednostkowa Stare Bielsko (lub Bielsko Stare) istniała od 28 lipca 1920 do 30 listopada 1945 roku w woj. śląskim (powiat bielski). 1 grudnia 1945 roku została przekształcona w gminę zbiorową w tymże powiecie i województwie, obejmującą poza siedzibą dotychczasowe gminy: Komorowice (Śląskie) i Mazańcowice. Według stanu z 1 lipca 1952 roku gmina składała się z 3 gromad: Komorowice, Mazańcowice i Stare Bielsko.
Gmina została zniesiona 29 września 1954 roku wraz z reformą znoszącą gminy – z jej terenu powstały gromady: Stare Bielsko, Mazańcowice i część gromady Komorowice.
Gminę przywrócono 1 stycznia 1973 roku w województwie katowickim z połączenia gromad Stare Bielsko i Mazańcowice. 1 czerwca 1975 gmina znalazła się w nowo utworzonym województwie bielskim.
1 stycznia 1977 roku gmina została zniesiona przez włączenie sołectwa Stare Bielsko do miasta Bielsko-Biała i sołectwa Mazańcowice do gminy Jasienica.